# Байлянгар
Байлянгар (тат. Байлангар) — село в Кукморском районе Республики Татарстан. Административный центр Байлянгарского сельского поселения.

## География
Расположено на реке Нурминка, в 12 км к западу от города Кукмора.

## История
Основано не позднее 1678 года переселенцами из деревни Иске Юрт.
В XVIII — первой половине XIX века жители относились к сословию государственных крестьян. Их основные занятия в этот период — земледелие и скотоводство, были распространены плотничный, валяльный, овчинный и канатный промыслы, торговля.
По сведениям Ш. Марджани (сочинение «Мустафад аль-ахбар фи ахвали Казань ва Булгар», 1885 г.), в селе с 1757 года было медресе.
Когда в крае в 1743 году начали осваивать медеплавильное производство, жители близлежащих поселений участвовали в добыче и перевозке медной руды из села Байлянгар до Таишево. Руду добывали двумя способами: открытым — на северной стороне села и из шахты — на юго-востоке.
В «Списке населенных мест по сведениям 1859 года», изданном в 1866 году, населённый пункт упомянут как казённая деревня Баиленгар 1-го стана Мамадышского уезда Казанской губернии. Располагалась при речке Нурме, по Казанской просёлочной дороге, в 79 верстах от уездного города Мамадыш и в 6 верстах от становой квартиры во владельческом селе Кукмор (Таишевский Завод). В деревне в 150 дворах жили 1095 человек (532 мужчины и 563 женщины). Были 2 мечети.
В конце XIX века братья Комаровы открыли здесь филиал своей фабрики: валяли, чистили и вышивали валенки. Здание филиала сохранилось (позднее его переделали под дом культуры), в 1920—1930 годах в нём размещалась артель «Труд». 
В артели «Урняк» 36 инвалидов плели рогожу и кольчуги.
В начале XX века в селе действовали 2 мечети с мектебами, ветряная мельница, 2 крупообдирки, 4 мелочные лавки. В этот период земельный надел сельской общины составлял 1961,7 десятину.
До 1920 года село входило в Старо-Юмьинскую волость Мамадышского уезда Казанской губернии. С 1920 года в составе Мамадышского кантона ТАССР. С 10 августа 1930 года в Кукморском, с 1 февраля 1963 года в Сабинском, с 12 января 1965 года в Кукморском районах.
В 1929 году в селе был организован колхоз, с 1993 года село в составе коллективного сельскохозяйственного предприятия «Маяк», с 2000 года – общества с ограниченной ответственностью «Агрофирма «Нурминка», с 2013 года — общества с ограниченной ответственностью «Агрофирма «Кукмара», с 2016 года — общества с ограниченной ответственностью «Урал».

## Население
| Численность населения, чел. |      |      |      |      |      |      |      |      |      |      |      |      |
| 1859                        | 1897 | 1908 | 1920 | 1926 | 1938 | 1949 | 1958 | 1970 | 1979 | 1989 | 2002 | 2010 |
| 1095                        | 1343 | 1488 | 1431 | 1245 | 1090 | 1487 | 748  | 814  | 730  | 665  | 764  | 681  |

| 2017 |
| ---- |
| 717  |

### Национальный состав
Национальный состав села — татары.

## Экономика
Жители занимаются полеводством, молочным скотоводством.

## Инфраструктура
Средняя школа (с 1917 г. как начальная), детский сад, дом культуры (с 1987 г.), библиотека (с 1953 г.), фельдшерско-акушерский пункт.

## Религия
Мечеть (с 1993 г.).

## Известные люди
- Ф. Г. Загидуллин (1911—1998) — Герой Советского Союза, сержант.